# Lybid 1
O Lybid 1 é um satélite de comunicação geoestacionário ucraniano que está sendo construído pelas empresas MacDonald, Dettwiler and Associates Ltd. (MDA) e ISS Reshetnev. Ele será colocado na posição orbital de 48 graus de longitude leste e será operado pela Ukrkosmos. O satélite será baseado na plataforma Express-1000NT e sua expectativa de vida útil será de 15 anos.

## História
O Lybid 1 é um satélite de comunicações ucraniano que é construído no âmbito do Programa Espacial Nacional.
A carga útil de comunicação é fornecida pelo MacDonald, Dettwiler and Associates Ltd. (MDA), do Canadá, enquanto a ISS Reshetnev irá fornecer a plataforma Express-1000NT. Foi assinado um contrato com o MDA em maio de 2010 sobre a construção conjunta do satélite Lybid para a Ucrânia.

## Lançamento
O satélite está previsto para ser lançado ao espaço no ano de 2018, por meio de um veículo Zenit-3F, lançado a partir do Cosmódromo de Baikonur, no Cazaquistão. Ele terá uma massa de lançamento de 1.845 kg.

## Capacidade e cobertura
O Lybid 1 será equipado com 30 transponder em banda Ku para fornecer serviços de telecomunicações para a Ucrânia, Índia e África.